# Pompadour (pomme de terre)
Pour les articles homonymes, voir Pompadour.
La Pompadour est une variété de pomme de terre française créée en 1992. Elle est cultivée notamment en Picardie.

## Historique
La pomme de terre Pompadour est une variété née en 1992 à la station de recherche du Comité Nord. Elle est issue d'un croisement entre les variétés BF 15 (plutôt rustique) et Roseval (vigoureuse à peau rouge). Toutes deux sont des pommes de terre à chair ferme. Elle a été nommée ainsi en référence à la favorite du roi Louis XV, la marquise de Pompadour, dans le but de souligner la prétendue noblesse de la variété et d'en faire la pomme de terre favorite du consommateur.

## Caractéristiques
Cultivée sur des terres sablonneuses et limoneuses du littoral picard, la « Pompadour », pomme de terre de consommation est une production exclusivement locale bénéficiant du Label Rouge. C'est une variété demi-tardive, elle se plante début avril et se récolte à la fin du mois d'août et au début du mois de septembre. Relativement sensible aux maladies, la « Pompadour » apprécie les emplacements ensoleillés ainsi que les sols profonds, meubles, riches et bien drainés car elle craint l'excès d'eau.
Ses tubercules sont de calibre moyen, de forme oblongue assez régulière, et possèdent des yeux superficiels. Leur peau fine est de couleur jaune cuivré, leur chair ferme est jaune.

## Qualités culinaires
La pomme de terre « Pompadour » est une pomme de terre à chair ferme(dite pomme de terre vapeur) qui  présente une très bonne tenue à la cuisson, sans aucun noircissement. Elle s'utilise en cuisine cuite à l'eau ou à la vapeur, en gratins, purées ou salades. Sa coloration à la friture est moyenne.

## Commercialisation
La « Pompadour » est aujourd'hui conditionnée et commercialisée exclusivement par l'entreprise picarde Touquet Savour basée à Essertaux au sud d'Amiens.

### Label Rouge
En Picardie, six agriculteurs, membres de « l'association Pompadour Label Rouge », commercialisent une production locale de pommes de terre de la variété « Pompadour » qui bénéficie depuis 2001 d'un Label Rouge sous le nom de « Pommes de terre à chair ferme Pompadour ».